# Priacanthus sagittarius
Priacanthus sagittarius är en fiskart som beskrevs av Starnes, 1988. Priacanthus sagittarius ingår i släktet Priacanthus och familjen Priacanthidae. Inga underarter finns listade i Catalogue of Life.